# Фастив
Фастив (укр. Фастів) град је Украјини у Кијевској области. Према процени из 2012. у граду је живело 48.370 становника.

## Становништво
Према процени, у граду је 2012. живело 48.370 становника.
| 1979.  | 1989.  | 2001.  | 2012.  |
| ------ | ------ | ------ | ------ |
| 51.179 | 53.861 | 51.976 | 48.370 |

## Партнерски градови
- Чехов

## Истакнути становници
- Марија Октјабрскаја (1905–1944), прва од само две жене тенкиста које су одликоване титулом Хероја Совјетског Савеза
- Јан Кум (1976–), програмер и милијардер, један од суоснивача и извршни директор мобилне апликације